# Grgečke
Grgečke su red riba iz razreda zrakoperki (lat. Actinopterygii). 
Oko 40% svih koštunjača spadaju u ovaj red i tako čine najbrojniji red svih kralježnjaka. Sadrže preko 7000 različitih vrsta, koje se znatno razlikuju po veličini, obliku, načinu života, prehrani i dr. 
Može ih se naći u svim vrstama vodenog okoliša, diljem zemaljske kugle. Podjela grgečki se ne može uzeti kao činjenična, jer još postoje razmimoilaženja u njihovoj podjeli, tako da s novim saznanjima podjela može drugačije izgledati.
Jedan od primjera ribe iz ovoga reda je lat. Copadichromis borleyi, rod lat. Copadichromis, iz porodice lat. Cichlidae.

## Podjela grgečki
- Podred Acanthuroidei
  - Acanthuridae Bonaparte, 1835 - Kirurzi
  - Ephippidae Bleeker, 1859
  - Luvaridae Gill, 1885
  - Scatophagidae Gill, 1883
  - Siganidae Richardson, 1837
  - Zanclidae Bleeker, 1876 - Maurov Idol
- Podred Anabantoidei
  - Anabantidae Bonaparte, 1831
  - Helostomatidae Gill, 1872
  - Osphronemidae van der Hoeven, 1832
- Podred Blennioidei - Babice
  - Blenniidae Rafinesque, 1810 - Slingurke
  - Chaenopsidae Gill, 1865
  - Clinidae Swainson, 1839
  - Dactyloscopidae Gill, 1859
  - Labrisomidae Clark Hubbs, 1952
  - Tripterygiidae Whitley, 1931
- *Podred Callionymoidei
  - Callionymidae Bonaparte, 1831; morski mišići
  - Draconettidae Jordan & Fowler, 1903
- Podred Caproidei
  - Caproidae Bonaparte, 1835
- Podred Channoidei
  - Channidae Fowler, 1934
- Podred Gobioidei
  - Eleotridae Bonaparte, 1835
  - Gobiidae Cuvier, 1816
  - Kraemeriidae Whitley, 1935
  - Microdesmidae Regan, 1912
  - Odontobutidae Hoese & Gill, 1993
  - Rhyacichthyidae Jordan, 1905
  - Schindleriidae Giltay, 1934
  - Thalasseleotrididae Gill & Mooi, 2012
  - Xenisthmidae Miller, 1973
- Podred Icosteoidei
  - Icosteidae Jordan & Gilbert, 1880
- Podred Kurtoidei
  - Kurtidae Bleeker, 1859
- Podred Labroidei
  - Cichlidae Bonaparte, 1835
  - Embiotocidae Agassiz, 1853
  - Labridae Cuvier, 1816 - Usnače/Wrasses
  - Odacidae Günther, 1861
  - Pomacentridae Bonaparte, 1831 - Češljoustke/Damselfishes
  - Scaridae Rafinesque, 1810
- Podred Mugiloidei
  - Mugilidae Jarocki, 1822
- Podred Notothenioidei
  - Artedidraconidae Andriashev, 1967
  - Bathydraconidae Regan, 1913
  - Bovichthyidae Gill, 1862
  - Channichthyidae Gill, 1861
  - Eleginopsidae Gill, 1893
  - Harpagiferidae Gill, 1861
  - Nototheniidae Günther, 1861
  - Pseudaphritidae McCulloch, 1929
- Podred Percoidei - Grgeči
  - Acropomatidae Gill, 1893
  - Ambassidae Klunzinger, 1870 (sin. Chandidae)
  - Aplodactylidae Günther, 1859
  - Apogonidae Günther, 1859 - Matulčići
  - Arripidae Gill, 1893
  - Badidae Barlow, Liem & Wickler, 1968
  - Banjosidae Jordan & Thompson, 1912
  - Bathyclupeidae Gill, 1896
  - Bramidae Bonaparte, 1831
  - Caesionidae Bonaparte, 1831 - (npr. Pterocaesio chrysozona)
  - Callanthiidae Ogilby, 1899
  - Carangidae Rafinesque, 1815 - Bitnice
  - Caristiidae Gill & Smith, 1905
  - Centracanthidae Gill, 1893
  - Centrarchidae Bleeker, 1859
  - Centrogeniidae Fowler, 1907
  - Centropomidae Poey, 1867
  - Cepolidae Rafinesque, 1815
  - Chaetodontidae Rafinesque, 1815 - Leptiri
  - Cheilodactylidae Bonaparte, 1850
  - Chironemidae Gill, 1862
  - Cirrhitidae Macleay, 1841
  - Coryphaenidae Rafinesque, 1815
  - Datnioididae Fowler, 1931
  - Dichistiidae Smith, 1935
  - Dinolestidae Whitley, 1948
  - Dinopercidae Heemstra & Hecht, 1986
  - Drepaneidae Gill, 1872
  - Echeneidae Rafinesque, 1810
  - Emmelichthyidae Poey, 1867
  - Enoplosidae Gill, 1893
  - Epigonidae Poey, 1861
  - Gerreidae Bleeker, 1859
  - Glaucosomatidae Jordan & Thompson, 1911
  - Grammatidae Jordan, 1887
  - Haemulidae Gill, 1885
  - Hapalogenyidae
  - Howellidae Ogilby, 1899
  - Kuhliidae Jordan & Evermann, 1896
  - Kyphosidae Jordan, 1887
  - Lactariidae Boulenger, 1904
  - Lateolabracidae
  - Latidae Jordan, 1888
  - Latridae Gill, 1862
  - Leiognathidae Gill, 1893
  - Leptobramidae Ogilby, 1913
  - Lethrinidae Bonaparte, 1831
  - Lobotidae Gill, 1861
  - Lutjanidae Gill, 1861
  - Malacanthidae Poey, 1861
  - Menidae Fitzinger, 1873
  - Monodactylidae Jordan & Evermann, 1898
  - Moronidae Jordan & Evermann, 1896
  - Mullidae Rafinesque, 1815
  - Nandidae Bleeker, 1852
  - Nematistiidae Gill, 1862
  - Nemipteridae Regan, 1913
  - Opistognathidae Bonaparte, 1835 - Jawfishes
  - Oplegnathidae Bleeker, 1853
  - Ostracoberycidae Fowler, 1934
  - Parascorpididae Smith, 1949
  - Pempheridae
  - Pentacerotidae Bleeker, 1859
  - Percichthyidae Jordan & Eigenmann, 1890
  - Percidae Rafinesque, 1815
  - Perciliidae Jordan, 1923
  - Plesiopidae Günther, 1861
  - Polycentridae Gill, 1858
  - Polynemidae Rafinesque, 1815
  - Polyprionidae Bleeker, 1874
  - Pomacanthidae Jordan & Evermann, 1898 - Anđeoske ribe
  - Pomatomidae Gill, 1863
  - Priacanthidae Günther, 1859
  - Pristolepididae Regan, 1913
  - Pseudochromidae Müller & Troschel, 1849 - Šašavci
  - Rachycentridae Gill, 1896
  - Sciaenidae Cuvier, 1829 - Sjenke
  - Scombropidae Gill, 1862
  - Serranidae Swainson, 1839 - vučice
  - Sillaginidae Richardson, 1846
  - Sparidae Rafinesque, 1818 - Ljuskavke
  - Symphysanodontidae Katayama, 1984
  - Terapontidae Richardson, 1842
  - Toxotidae Bleeker, 1859
- Podred Scombroidei
  - Gempylidae Gill, 1862
  - Trichiuridae Rafinesque, 1810
  - Scombridae Rafinesque, 1815
- Podred Scombrolabracoidei
  - Scombrolabracidae Fowler, 1925
- Podred Sphyraenoidei
  - Sphyraenidae Rafinesque, 1815
- Podred Stromateoidei
  - Amarsipidae Haedrich, 1969
  - Ariommatidae Haedrich, 1967
  - Centrolophidae Bonaparte, 1846
  - Nomeidae Günther, 1860
  - Stromateidae Rafinesque, 1810
  - Tetragonuridae Risso, 1827
- Podred Trachinoidei
  - Ammodytidae Bonaparte, 1835
  - Champsodontidae Jordan & Snyder, 1902
  - Cheimarrhichthyidae Regan, 1913
  - Chiasmodontidae Jordan & Gilbert, 1883
  - Creediidae Waite, 1899
  - Leptoscopidae Gill, 1859
  - Percophidae Swainson, 1839
  - Pinguipedidae Günther, 1860
  - Trachinidae Rafinesque, 1815
  - Trichodontidae Bleeker, 1859
  - Trichonotidae Günther, 1861
  - Uranoscopidae Bonaparte, 1831
- Podred Xiphioidei
  - Istiophoridae Rafinesque, 1815
  - Xiphiidae Rafinesque, 1815
- Podred Zoarcoidei
  - Anarhichadidae Bonaparte, 1835
  - Bathymasteridae Jordan & Gilbert, 1883
  - Cryptacanthodidae Gill, 1861
  - Pholidae Gill, 1893
  - Ptilichthyidae Jordan & Gilbert, 1883
  - Scytalinidae Jordan & Starks, 1895
  - Stichaeidae Gill, 1864
  - Zaproridae Jordan, 1896
  - Zoarcidae Swainson, 1839

- (Gymnocephalus cernuus)Balavac
- (Lates niloticus)Nilski grgeč
- Kuhlia sandvicensis, Kuhliidae
- Pomacanthus semicirculatus, Pomacanthidae
- Pseudanthias squamipinnis, Serranidae
- Iglun(Xiphias gladius), Xiphiidae
- Peprilus sp., Stromateidae
- Ammodytes dubius, Ammodytidae
- Atlantski som (Kasatka)Anarhichas lupus, Anarhichadidae
- GrgečPerca fluviatilis
- Anisotremus virginicus
- Divovski antarktički bakalar(Dissostichus mawsoni)
- Ambloplites rupestris, Centrarchidae

## Poveznice
|  | Zajednički poslužitelj ima još gradiva o temi Grgečke |
|  | Wikivrste imaju podatke o taksonu Grgečke             |